# J.E. Casely Hayford
Joseph Ephraim Casely Hayford (ur. 29 września 1866, zm. 11 sierpnia 1930) – polityk, nauczyciel, dziennikarz i pisarz ze Złotego Wybrzeża (obecnie Ghana).
W 1920 założył Brytyjską Afrykę Zachodnią, organizację, która zrzeszała wykształconych Afrykanów, i która domagała się dla nich dostępu do pracy w administracji kolonialnej.